# أليكسندر باتسيكيليك
أليكسندر باتسيكيليك مواليد 8 مارس 1990 في مينسك، هو لاعب كرة يد بيلاروسي يلعب كجناح أيمن. يلعب حاليا مع فريق مينسك. مثل منتخب بيلاروسيا لكرة اليد. شارك مع المنتخب في بطولة أوروبا لكرة اليد للرجال 2016.